# タイ王国麻薬取締警察
タイ王国麻薬取締警察（タイ語：กองบัญชาการตำรวจปราบปรามยาเสพติด タイ語略：บช.ปส.、英語：Narcotics Suppression Bureau）は、タイ王国の警察の一部局。「タイ警察麻薬取締局」、「タイ警察麻薬防止取締局」、「タイ警察麻薬制圧局」とも記載される。

## 概要
麻薬取締警察は、タイ王国における麻薬の予防対策、取り締まりを任務とする国家警察の一部局である。薬物問題を解決し、国民と社会を災禍から守るために、計画立案、調査、捜査、提言などを国内外の関係機関と連携して行う。

## 歴史
（タイ王国国家警察庁・歴史の項を参照のこと。）

## 本部所在地
バンコク ラックシー区　タラートバーンケーン地区 ウィパーワディーランシット通り ムー3　88
（88 ม.3 ถนนวิภาวดีรังสิต แขวงตลาดบางเขน เขตหลักสี่ กทม. 10210）

## 麻薬通報短縮ダイアル
電話：1688（タイ王国国内）

## 組織

### 中央
- 本部（กองบังคับการอำนวยการ）
- 特別任務課（กองกำกับการปฏิบัติการพิเศษ）
- 第1麻薬取締部（กองบังคับการตำรวจปราบปรามยาเสพติด 1）‐首都圏警察　第1方面‐第9方面
- 第2麻薬取締部（กองบังคับการตำรวจปราบปรามยาเสพติด 2）‐地方警察　第2管区（東部）、第3管区（東北部南）、第4管区（東北部北）
- 第3麻薬取締部（กองบังคับการตำรวจปราบปรามยาเสพติด 3）‐地方警察　第1管区（中央部）、第5管区（北部北）、第6管区（北部南）
- 第4麻薬取締部（กองบังคับการตำรวจปราบปรามยาเสพติด 4）‐地方警察　第7管区（西部）、第5管区（南部北）、第6管区（南部南）、南部タイ国境県警察管区
- 麻薬情報監視部（กองบังคับการข่าวกรองยาเสพติด）

## 関連法規
- 「仏歴2522年麻薬法」1979年（พ.ร.บ.ยาเสพติดให้โทษ พ.ศ.2522）  http://www.library.coj.go.th/concourt/data/11.pdf タイ司法裁判所事務局 学術資料センター所属 司法裁判所電子図書館　-　タイにおける麻薬取締の基本法（タイ語）

## 関連事項
- タイ王国国家警察庁
- 麻薬取締官
- 麻薬取締員
- タイの違法産業
- 麻薬
- ヤーバー